# Franklin County (Maine)
Franklin County is een county in de Amerikaanse staat Maine.
De county heeft een landoppervlakte van 4.397 km² en telt 29.467 inwoners (volkstelling 2000). De hoofdplaats is Farmington.

## Bevolkingsontwikkeling

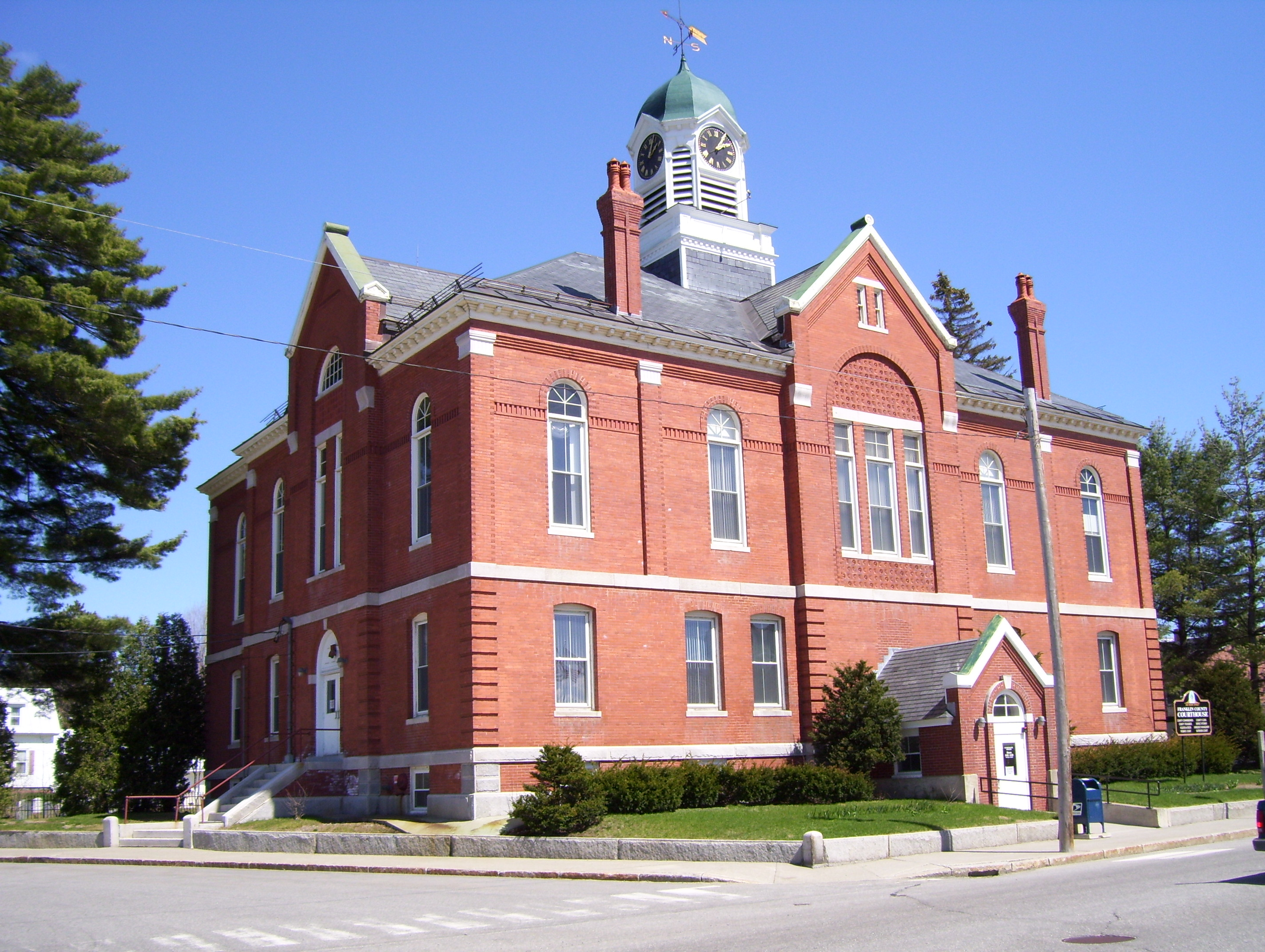
Franklin County Courthouse